# Raúl Leoni
Raúl Leoni Otero (ur. 26 kwietnia 1905, zm. 5 lipca 1972) – wenezuelski polityk.
W 1928 został przewodniczącym Federacji Studentów Wenezueli. Od 1928 do 1936 przebywał na emigracji. Po powrocie do kraju założył w 1937 Narodową Partię Demokratyczną, zaś w 1945 znalazł się w gronie założycieli partii Akcja Demokratyczna przewodzonej przez Rómulo Betancourt. Kiedy Betancourt sprawował urząd prezydenta Wenezueli, Leoni został w 1945 ministrem pracy w jego rządzie. Był nim do 1948, kiedy ów rząd został obalony przez ministra wojny Carlosa Delgado Chalbauda. Po tym wydarzeniu Leoni udał się po raz kolejny na emigrację, lecz w 1958 powrócił do ojczyzny i kontynuował karierę polityczną. Pełnił funkcję przewodniczącego parlamentu (1959-1962), a następnie prezydenta państwa od 13 marca 1964 do 11 marca 1968. Okres jego rządów stanowił okres walk partyzanckich. Po incydencie w Machurucuto z maja 1967 roku, gdzie wenezuelska Gwardia Narodowa i wojsko starły się z 12-osobowym oddziałem Kubańczyków i przeszkolonymi przez nich rebeliantami doszło do gwałtownego pogorszenia stosunków z rewolucyjnym rządem Kuby.